# Schweissdissi
Le Schweissdissi – litt. « le type qui sue » en alsacien – est une statue monumentale en fer, raison pour laquelle il a été épargné par les nazis au cours de la seconde guerre mondiale. Elle a été conçue par Frantz Beer, qui se trouve actuellement au parc du Tivoli à Mulhouse. Le Schweissdissi a toujours été compris comme étant un hommage au dur travail du prolétariat au début du XXe siècle : Mulhouse est alors une cité industrielle allemande puissante rayonnant dans toute l'Europe. Pourtant, le Schweissdissi représente un laboureur, s'essuyant le front, fatigué par l'effort.

## Histoire
Le Schweissdissi a été conçue par l'autrichien Frantz Beer à Florence. Il a ensuite été fondu en 1905 à Pistoia en Italie. 
Il a été mis en place en 1906 au milieu de la place de la Réunion, entre le Temple Saint-Étienne et l'hôtel de ville, par la municipalité socialiste de l'époque. Le maire, Émile Kaiser, désirait ainsi rendre hommage au dur labeur du prolétariat mulhousien. Le Schweissdissi surmontait alors la nouvelle fontaine de la place devant remplacer l'ancienne, détruite lors de la Réunion de l'ancienne Stadtrepublik à la France. Mais la pudeur de l'époque et la vue de son fessier découvert faisant face au temple Saint-Étienne provoquèrent des réactions de la part d'une partie de la population. On essaya de le faire pivoter, mais il présentait alors son arrière-train à l'hôtel de ville. Puisque aucun angle ne convenait, il fut déplacé au parc Tivoli, son fessier camouflé par des haies. 
Durant la Seconde Guerre mondiale, il échappa miraculeusement à la destruction par l'occupant à court de bronze. Son histoire particulière en a fait l'un des plus célèbres monuments de Mulhouse. 
L'édifice fait l'objet d'une inscription au titre des monuments historiques depuis le 4 mars 2008.

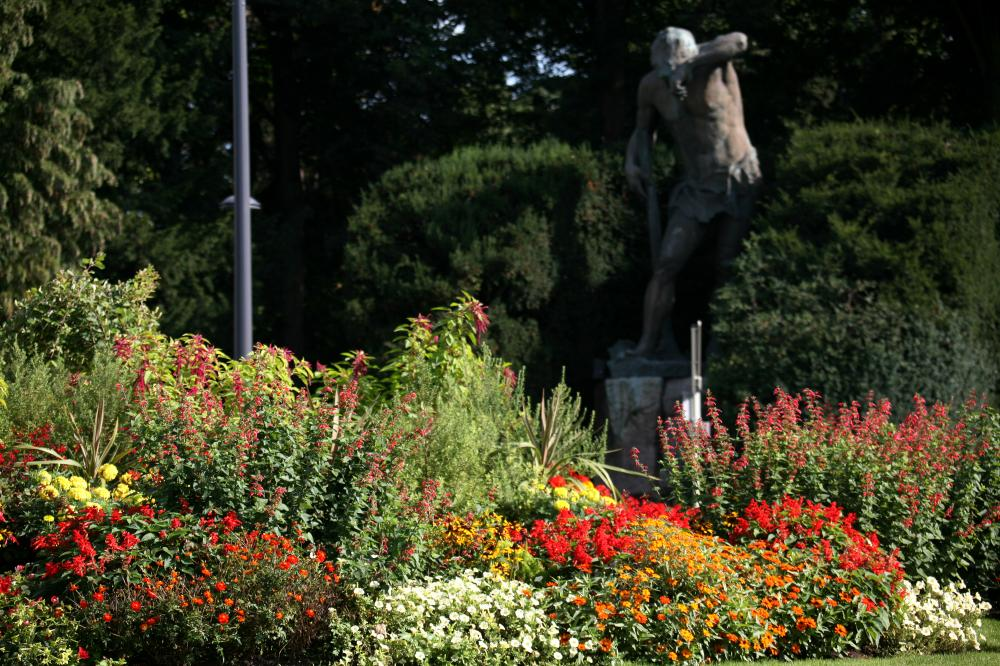
Le Schweissdissi au parc Tivoli

## Divers
Créée en 1976, une confrérie mulhousienne qui a pour but de préserver le dialecte et les traditions alsaciennes, la Schweissdissi Confrerie Milhüsa, porte son nom.
Le sculpteur Yves Carrey a créé en 2006 une version contemporaine de la célèbre statue, faite de matériaux de recyclage (pièces de mécanique automobile…) et représentant un soudeur au chômage. Cette œuvre est installée à la porte Jeune, près du centre historique de Mulhouse.